# Can Catalanet
Can Catalanet és una masia de Palafrugell (Baix Empordà) protegida com a Bé Cultural d'Interès Local.

## Descripció
Antiga masia del paratge que ha estat rehabilitada. L'interès no només és per la masia, sinó pel conjunt, així com el fet de pertànyer a l'agrupament dispers dels masos del paratge Sobirà. En aquesta masia es van construir als anys 70 i 80 del segle XX la casa Regà i el Belvedere Georgina, interessants per la seva respectuosa col·locació en el paratge i amb relació a la masia, i sobretot la casa Regàs, interessant com a exemple d'arquitectura moderna.